# Thaumatoconcha punctata
Thaumatoconcha punctata är en kräftdjursart som beskrevs av Louis S. Kornicker och Sohn 1976. Thaumatoconcha punctata ingår i släktet Thaumatoconcha och familjen Thaumatocyprididae. Inga underarter finns listade i Catalogue of Life.